# Evangelion: Cronache degli angeli caduti
Evangelion: Cronache degli angeli caduti (新世紀エヴァンゲリオン 学園堕天録?, Shin seiki Evangerion - Gakuen datenroku, lett. "Cronache accademiche della caduta dei cieli") è un manga shōjo scritto e disegnato da Ming Ming.
Il manga è stato pubblicato dall'ottobre 2007 al dicembre 2009 sulla rivista Asuka, la stessa di Evangelion Iron Maiden, e conta quattro tankōbon. Il primo numero dell'edizione italiana è stato pubblicato nel settembre del 2009.

## Trama
Shinji Ikari frequenta l'accademia cattolica della fondazione Nerv e vive una vita tranquilla ma noiosa. Una sera vede per caso una sua compagna, Rei Ayanami, allontanarsi in fretta dal luogo in cui era avvenuta poco prima un'esplosione in compagnia di un ragazzo sconosciuto. In quel momento Shinji trova casualmente per terra una gemma e decide di raccoglierla. Il giorno dopo, a scuola, Shinji scopre che quel ragazzo sconosciuto è Kaworu Nagisa, uno studente appena trasferitosi, di cui tenta di scoprire la relazione con Rei. Si ritrova così, all'improvviso, costretto ad aiutarli a combattere (assieme ad Asuka Sōryū Langley) contro gli "angeli", creature dalle sembianze umane che mirano a distruggere l'umanità ottenendo i "nuclei", gemme come quella in possesso di Shinji. Egli riceve presto un "Eva", la più potente forma di manifestazione della sua volontà, in modo da poter combattere gli Angeli assieme agli altri tre ragazzi, che accompagna nelle loro pattuglie notturne e nelle loro investigazioni.

## Volumi
| Nº | Titolo italiano Giapponese 「Kanji」 - Rōmaji                                                                                       | Data di prima pubblicazione             | Data di prima pubblicazione |
| Nº | Titolo italiano Giapponese 「Kanji」 - Rōmaji                                                                                       | Giapponese                              | Italiano                    |
| 1  | Evangelion: Cronache degli angeli caduti 1 「新世紀エヴァンゲリオン 学園堕天録 第1巻」 - Shin seiki Evangelion - Gakuen datenroku 1 | 22 marzo 2008 ISBN 978-4-04-854157-2    | 20 settembre 2009           |
| 1  | Capitoli - Capitolo 1 - 2 - 3 - 4                                                                                                   |                                         |                             |
| 2  | Evangelion: Cronache degli angeli caduti 2 「新世紀エヴァンゲリオン 学園堕天録 (2)」 - Shin seiki Evangelion - Gakuen datenroku 2   | 22 ottobre 2008 ISBN 978-4-04-854210-4  | 18 ottobre 2009             |
| 2  | Capitoli - Capitolo 5 - 6 - 7 - 8 - 9 - 10                                                                                          |                                         |                             |
| 3  | Evangelion: Cronache degli angeli caduti 3 「新世紀エヴァンゲリオン 学園堕天録 (3)」 - Shin seiki Evangelion - Gakuen datenroku 3   | 21 marzo 2009 ISBN 978-4-04-854302-6    | 15 novembre 2009            |
| 3  | Capitoli - Capitolo 11 - 12 - 13 - 14 - 15 - 16                                                                                     |                                         |                             |
| 4  | Evangelion: Cronache degli angeli caduti 4 「新世紀エヴァンゲリオン 学園堕天録 第4巻」 - Shin seiki Evangelion - Gakuen datenroku 4 | 19 dicembre 2009 ISBN 978-4-04-854407-8 | 17 marzo 2012               |
| 4  | Capitoli - Capitolo 17 - 18 - 19 - 20 - 21 - Capitolo finale                                                                        |                                         |                             |